# Arnaud Donckele
Arnaud Donckele, né le 29 mars 1977 à Rouen (Seine-Maritime), est un chef cuisinier français, chef des restaurants La Vague d'Or et Plénitude, tous les deux triplement étoilés au Guide Michelin.

## Biographie
Arnaud Donckele grandit à Mantes-la-Jolie, chez ses parents charcutiers-traiteurs Philippe et Véronique Donckele, et à Catenay, chez ses grands-parents paternels, agriculteurs originaires des Flandres. De la ferme normande de ses grands-parents, il gardera le goût de la terre et du contact avec les producteurs. Son père est un passionné de cuisine et de chasse et lit les livres de cuisine de la collection Robert Laffont, écrits par Michel Guérard, Roger Vergé, Alain Chapel, Jacques Maximin ou encore les frères Troisgros. Pour se rapprocher de ses parents, Arnaud Donckele passe du temps avec eux pendant qu'ils travaillent et il baigne dès son enfance dans un environnement culinaire.  
À seize ans, il décide de partir à Paris préparer un BEP cuisine malgré les réticences de ses parents. Il entre en apprentissage à l'école Ferrandi et travaille en alternance auprès du chef Georges Landriot à Goumard Prunier. En 1996, il effectue un stage dans le restaurant triplement étoilé Les Prés d'Eugénie de Michel Guérard à Eugénie-les-Bains et décide d'y rester, abandonnant ses études. Tout d'abord commis, pris en main par le meilleur ouvrier de France Olivier Brulard, second de Guérard, il devient demi-chef de partie puis chef de partie et, à 21 ans, chef saucier. Il rencontre à cette époque sa future épouse, Marie.  
Il envoie une candidature spontanée à Alain Ducasse en 1998, qui le recrute au Louis XV, à Monaco, comme troisième commis avant que le chef exécutif Franck Cerruti ne le fasse évoluer. Il effectue ensuite son service national dans les cuisines de l'Hôtel Matignon, ce qui permet à Ducasse de le garder sous son aile au restaurant du Plaza Athénée, à Paris, avant le retour à Monaco. En 2001, Alain Ducasse le place comme second de Jean-Louis Nomicos qui reprend Lasserre. Arnaud Donkele épouse sa compagne Marie, avec qui il a un premier enfant.  
Après une première saison difficile, Arnaud Donckele recrute Thierry Di Tullio en salle, les progrès sont au rendez-vous et Arnaud Donckele décroche quatre toques au Gault & Millau en 2008 et une deuxième étoile au Michelin en 2010.  
En 2016, le groupe LVMH rachète la résidence de la Pinède pour l'intégrer aux Maisons Cheval Blanc et la rebaptiste Hôtel Cheval Blanc Saint-Tropez. 
Il est élu « plus grand chef étoilé du monde » le 25 novembre 2018 selon ses pairs, pour l’année 2019.
Il est annoncé en mai 2019 qu'il sera à la tête du restaurant gastronomique de l'hôtel « Cheval Blanc Paris », situé à la Samaritaine, projet du groupe LVMH, dont l'ouverture est prévue en 2020 puis reportée en 2021. Le 4 novembre 2019, il est désigné Cuisinier de l'Année par le Gault et Millau dans le palmarès 2020.
Il obtient une nouvelle fois trois étoiles au Guide Michelin, en mars 2022, pour le restaurant Plénitude - Cheval Blanc Paris, à Paris,.

## Publications
- Ma Provence : recettes de chef, Flammarion, 2015, 235 p. (ISBN 978-2-08-137655-7)Livre de recettes de cuisine
- Best of Arnaud Donckele, Alain Ducasse Editions, 2014 (ISBN 978-2-84123-767-8)Livre de recettes de cuisine